# 歌藤達夫
歌藤 達夫（かとう たつお、1978年6月15日 - ）は、奈良県奈良市出身の元プロ野球選手（投手）。左投左打。

## 来歴・人物

### プロ入り前
奈良市立飛鳥中学ではボーイズリーグの奈良イーグルスに所属し、正強高校（3年時に奈良大付高に校名変更）に進学。在学中は3年間連続で夏の奈良大会でベスト4に進出。3年の夏の大会には本格派エースとして臨み、右ひざの故障などもあって準決勝で天理高校に5対6で敗れている。高校卒業後は東北福祉大に進み、同期に吉見祐治と洗平竜也がいた。大学では主に中継ぎや抑えを務め、4年の時には大学選手権で準優勝しているが在学中は全国大会で登板なし。
ちなみに、在学中の3学年先輩に鈴木郁洋、1学年先輩に奈良将史、1学年後輩に石原慶幸、2学年後輩に木谷寿巳・橋本健太郎、3学年後輩に岸田護・中村公治などがいる。
社会人野球のヤマハでは下半身を鍛えて球速が140km/h台に上がり、スクリューボールもマスターした。1年目の2001年は都市対抗1回戦で敗戦投手となったが、翌年にかけて2年連続で本戦出場に貢献。2003年にはトヨタ自動車の補強選手として都市対抗に出場し、1回戦でシダックスの野間口貴彦と投げ合って敗れた。大学時代から注目していた、チームOBであるオリックス・ブルーウェーブの熊野輝光スカウトに即戦力として評価され、同年のドラフト会議で自由獲得枠指名を受けて入団。契約金1億円+出来高5000万円、年俸1500万円（いずれも推定）という好条件だった。

### オリックス時代
2004年、投手陣に左腕リリーフがいなかったこともありながらも、即戦力左腕として、伊原春樹監督の下で新人ながら先発・中継ぎを問わずにフル回転。5月には当時の球団記録となる月間17試合に登板した。（2018年8月に山田修義が18試合に登板し更新）最終的にチームトップとなる57試合に登板し、2勝3敗、防御率5.60という成績だった。
2005年からは分配ドラフトによりオリックス・バファローズに入団。菊地原毅と左の中継ぎコンビを組み、36試合（39回）に登板して1勝1敗6ホールド、防御率2.31を記録した。オフには300万円増の年俸2,300万円となっている。
2006年には左のワンポイントとして短いイニングでの起用が主だったが、わずか13試合と登板機会が激減。

### 日本ハム時代
2007年シーズン途中の6月28日、清水章夫・木元邦之とのトレードで萩原淳と共に北海道日本ハムファイターズへ移籍。移籍後は11試合に登板し、防御率1.86という好成績を残した。
2008年には、夫人が浜松市内の病院で第1子（長男）を出産。このことについて歌藤は、「幸運にも誕生の瞬間に立ち会うことができました。父親になった自覚をしっかりと持ち、マウンドで精一杯力を発揮していきたいと思います。」と語った。しかし、14試合に登板するも、防御率8.44と良い成績を残せず、10月2日に球団から戦力外通告を受けた。
その後、12球団合同トライアウト、読売ジャイアンツ球場での入団テストを経て、尾花高夫投手コーチ、木樽正明編成担当からまだまだ活躍できるという好評価を受け、2008年11月13日、中継ぎ左腕を補強ポイントにしていた読売ジャイアンツへの入団が決まった。入団会見では、「全部の球種でストライクが取れることが自分のセールスポイント。優勝のために貢献したい。大切な場面を任せてもらえるように頑張りたい」と抱負を語った。

### 巨人時代
2009年は前年ブレークした山口鉄也と越智大祐の二人とセットアッパー専任となった豊田などリリーフ陣が充実しており、一軍での登板ができなかった。10月1日に戦力外通告を受けた。シーズン終了後、12球団合同トライアウトに参加したものの獲得する球団は現れず現役を引退。

## 選手としての特徴
愛称は「歌さん」など。
スリー・クォーターから最速146km/hの速球と、スライダー、2種類のスクリューなどの変化球を駆使し、緩急を付けた投球を持ち味とした。
オリックス時代は同じ読み方の名字を持つ加藤大輔がいたため、実況パワフルプロ野球など、ゲーム上での表記は「歌藤」だったが、場内アナウンスはフルネームの「かとうたつお」が収録されていた。

## 詳細情報

### 年度別投手成績
| 年 度     | 球 団      | 登 板 | 先 発 | 完 投 | 完 封 | 無 四 球 | 勝 利 | 敗 戦 | セ 丨 ブ | ホ 丨 ル ド | 勝 率 | 打 者 | 投 球 回 | 被 安 打 | 被 本 塁 打 | 与 四 球 | 敬 遠 | 与 死 球 | 奪 三 振 | 暴 投 | ボ 丨 ク | 失 点 | 自 責 点 | 防 御 率 | W H I P |
| --------- | ---------- | ----- | ----- | ----- | ----- | -------- | ----- | ----- | -------- | ----------- | ----- | ----- | -------- | -------- | ----------- | -------- | ----- | -------- | -------- | ----- | -------- | ----- | -------- | -------- | ------- |
| 2004      | オリックス | 57    | 4     | 0     | 0     | 0        | 2     | 3     | 0        | --          | .400  | 297   | 64.1     | 72       | 10          | 38       | 1     | 4        | 39       | 5     | 0        | 41    | 40       | 5.60     | 1.71    |
| 2005      | オリックス | 36    | 0     | 0     | 0     | 0        | 1     | 1     | 0        | 6           | .500  | 157   | 39.0     | 24       | 4           | 14       | 1     | 4        | 26       | 2     | 0        | 11    | 10       | 2.31     | 0.97    |
| 2006      | オリックス | 13    | 0     | 0     | 0     | 0        | 0     | 0     | 0        | 1           | ----  | 28    | 5.2      | 5        | 0           | 5        | 0     | 0        | 2        | 0     | 0        | 4     | 3        | 4.76     | 1.76    |
| 2007      | 日本ハム   | 11    | 0     | 0     | 0     | 0        | 0     | 0     | 0        | 0           | ----  | 39    | 9.2      | 9        | 0           | 3        | 0     | 0        | 6        | 0     | 0        | 2     | 2        | 1.86     | 1.24    |
| 2008      | 日本ハム   | 14    | 0     | 0     | 0     | 0        | 0     | 0     | 0        | 0           | ----  | 54    | 10.2     | 16       | 4           | 4        | 1     | 1        | 7        | 0     | 0        | 11    | 10       | 8.44     | 1.88    |
| 通算：5年 | 通算：5年  | 131   | 4     | 0     | 0     | 0        | 3     | 4     | 0        | 7           | .429  | 575   | 129.1    | 126      | 18          | 64       | 3     | 9        | 80       | 7     | 0        | 69    | 65       | 4.52     | 1.47    |

### 記録
初記録
- 初登板：2004年3月31日、対北海道日本ハムファイターズ2回戦（Yahoo!BBスタジアム）、6回表に2番手で救援登板、1回3失点で敗戦投手
- 初勝利：2004年4月3日、対大阪近鉄バファローズ2回戦（Yahoo!BBスタジアム）、4回表2死に2番手で救援登板、4回2/3を2失点
- 初奪三振：同上、6回表2死に川口憲史から
- 初先発登板：2004年6月20日、対大阪近鉄バファローズ14回戦（Yahoo!BBスタジアム）、5回2/3を4失点で敗戦投手
- 初ホールド：2005年5月19日、対横浜ベイスターズ3回戦（大阪ドーム）、6回表に2番手で救援登板、1回無失点

その他の記録
- 新人での登板試合数：57試合（球団記録）

### 背番号
- 12 （2004年 - 2007年途中、2008年）
- 51 （2007年途中 - 同年終了）
- 90 （2009年）